# 広島県立呉商業高等学校
広島県立呉商業高等学校（ひろしまけんりつくれしょうぎょうこうとうがっこう）は、広島県呉市に所在する公立高等学校。

## 沿革
- 1957年（昭和32年）3月29日 - 広島県宮原高等学校から商業科を独立し、広島県呉商業高等学校として呉市広町に設立。
- 1958年（昭和33年）3月28日 - 呉市広町安永新開に新校舎竣工し、移転。
- 1968年（昭和43年）10月1日 - 広島県立呉商業高等学校と校名改称。
- 1971年（昭和46年）4月1日 - 情報処理科新設、商業科より分離2クラス編成。
- 1976年（昭和51年）11月7日 ‐ 創立20周年記念式典挙行。
- 1985年（昭和60年）8月6日 - 第5回全国高校簿記大会優勝。
- 1986年（昭和61年）
  - 8月7日 - 第6回全国高校簿記大会優勝。
  - 11月8日 ‐ 創立30周年記念式典挙行。
- 1987年（昭和62年）8月7日 - 第7回全国高校簿記大会優勝。
- 1988年（昭和63年）8月9日 - 第8回全国高校簿記大会優勝。
- 1989年（平成元年）4月1日 - 会計科新設、商業科より分離2クラス編成。
- 1990年（平成2年）8月9日 - 第10回全国高校簿記大会優勝。
- 1996年（平成8年）
  - 4月1日 ‐ 制服改定。
  - 11月2日 ‐ 創立40周年記念式典挙行。
- 2001年（平成13年）2月6日 - 模擬「株式会社 呉商」設立。
- 2006年（平成18年）9月30日 ‐ 創立50周年記念式典挙行。
- 2013年（平成25年）
  - 4月1日 ‐ 制服改定
  - 9月2日 ‐ 台湾の國立斗六高級家事商業職業学校と姉妹提携
- 2016年（平成28年）11月5日 ‐ 創立60周年記念式典挙行。
- 2019年  (令和元年)10月17日-台湾の台北市立士林高級商業職業学校と姉妹提携

## 部活動
運動部
- 野球部
- バスケットボール部
- バレーボール部
- テニス部
- 陸上部
- ダンス部
- 弓道部
- 剣道部
- 卓球部
- 柔道部

文化部
- 吹奏楽部
- 文芸部
- フォークソング部
- ロック部
- 放送部
- 囲碁部

商業
- 簿記部
- 情報処理研究部
- ワープロ部
- 珠算部
- 商業美術部

## その他
模擬「株式会社 呉商」は商業の専門高校として、生産から流通・消費までのビジネス全般に関する体験学習をするために、生徒自身が1人当たり1,000円を出資し設立した。
主に、広島県内の企業から商品を仕入れ、販売する。新商品開発などは、生徒の中から選出された取締役が考え商品化する。
取締役とは、呉商フェスタなどの販売活動において、その方針やコンセプトなどを決める、代表者。社長・副社長・監査役・営業部・経理部・総務部・企画広報部からなる。
開発商品
- 呉商業オリジナル - 平清盛、キティ・ストラップ
- 米ぬかボーロ
- 米ぬかクッキー
- 米ぬか美人など

## 著名な出身者
- 瓦 （お笑い芸人）
- 宮森智志（プロ野球選手）
- 宮城紘大 （俳優）

## 著名な教職員・関係者
- 荒谷忠勝（野球部元監督）